# Gubavac (Korčula)
Gubavac je nenaseljeni hrvatski jadranski otočić. Pripada Korčulanskom otočju, u Pelješkom kanalu, a nalazi se oko 700 metara od obale Korčule, ispred Lumbarde.
Njegova površina iznosi 0,041 km². Dužina obalne crte iznosi 0,97 km.

## Vanjske poveznice
|  | Zajednički poslužitelj ima još gradiva o temi Gubavac (Korčula) |